# Czworościan ścięty

Czworościan ścięty

Czworościan ścięty

Przykładowa siatka czworościanu ściętego

Czworościan ścięty to wielościan półforemny o 8 ścianach w kształcie czterech trójkątów równobocznych i czterech sześciokątów foremnych. Posiada 18 krawędzi i 12 wierzchołków. Czworościan ścięty można uzyskać przez ścięcie wierzchołków czworościanu foremnego.
Długość krawędzi czworościanu ściętego w stosunku do długości krawędzi czworościanu foremnego przed ścięciem:
{\displaystyle {\frac {a_{\mathrm {czworo{\acute {s}}cianu~{\acute {s}}cietego} }}{a_{\mathrm {czworo{\acute {s}}cianu~foremnego} }}}={\frac {1}{3}}}
Całkowite pole powierzchni czworościanu ściętego o krawędzi długości {\displaystyle a{:}}
{\displaystyle S=7{\sqrt {3}}a^{2}\approx 12{,}1243557a^{2}.}
Objętość:
{\displaystyle V={\frac {23}{12}}{\sqrt {2}}a^{3}\approx 2{,}71057599a^{3}.}
Promień kuli opisanej:
{\displaystyle R={\frac {1}{4}}{\sqrt {22}}a\approx 1{,}17260394a.}
Nie da się wpisać kuli:
- Odległość od środka masy do każdej ze ścian trójkątnych: {\displaystyle r_{3}={\frac {5}{12}}{\sqrt {6}}~a\approx 1{,}0206a}
- Odległość od środka masy do każdej ze ścian sześciokątnych: {\displaystyle r_{6}={\frac {1}{4}}{\sqrt {6}}~a\approx 0{,}6124a}

Kąt między ścianami sześciokątnymi: 109,5°

Grupa symetrii: Td